# Wangata
Wangata (während der belgischen Kolonialzeit: Équateurville) ist eine Gemeinde nahe der Stadt Mbandaka in der Provinz Équateur im Westen der Demokratischen Republik Kongo.
Der Ort war während der Kolonialzeit für kurze Zeit Hauptort der Provinz Équateur, bevor das nahegelegene Mbandaka, ehemals: Coquilhatville, diese Funktion übernahm.
2018 kam es in der Gemeinde Wangata und den Orten Bikoro und Iboko zu einem Ausbruch des Ebolafiebers. Dabei erkrankten nachweislich 54 Menschen und 33 starben. Der Ausbruch der Ebola soll in keinem ursächlichen Zusammenhang zur Ebolafieber-Epidemie im Osten des Kongos stehen.